# Позориште Жора
Позориште Жора (фр. Théâtre du Jorat), свечано отворено 9. маја 1908, је позоришна сала која се налази у кантону Во у Мезијеру, у Швајцарској, око 20 км од Лозане, у региону Жора. Део је европског културног пројекта Европска рута историјских театара (енгл. The european route of historic theatres), чији је основни циљ неговање културне баштине одабраних европских позоришта основаних између 1500. и 1900. године. Овај пројекат окупља више од 120 позоришта широм Европе, најбоље сачуваних позоришних кућа, која су повезана у 12 културно-туристичких рута. Позориште Принц регент једно је од позоришта на Алпској рути.

## Опис
Позориште Жора је основао Рене Моракс 1908. године. Вернер Рајнхарт је био главни финансијски подржавалац овог позоришта. Изграђено је у потпуности од дрвета, интегришући се са суседним фармама. Становници кантона га зову „Узвишена штала“ или „Дрвена палата“. Зграда је уврштена у Попис културних добара од националног и регионалног значаја Швајцарске.
Овај простор обезбеђује више од 1000 места. Конкретно, то је било место где су премијерно приказани Le Roi David Артура Хонегера и многа дела Гистава Дореа.
Иг Куено се последњи пут појавио на сцени у овом  позоришту 1994. године, наступајући у опери Евгениј Оњегин.